# Jimi Bellmartin
Jimi Silawanebessy (Bogor, 29 januari 1949 – Den Bosch, 28 mei 2021) beter bekend als Jimi Bellmartin was een Nederlands soulzanger van Molukse afkomst.
Silawanebessy kwam als 1-jarige met zijn familie in 's-Hertogenbosch terecht, waar hij opgroeide in het woonoord voor Molukkers Lunetten. In de periode 1970 tot 1982 was hij actief als soulzanger. Hij zong onder meer in achtergrondkoren bij Percy Sledge en The Trammps en bracht onder het pseudoniem Jimmy Bellmartin verschillende singles uit. Vanaf 2007 was hij zanger bij The Soul Snatchers.
Bekendheid verkreeg Silawanebessy door deelname aan het televisieprogramma The Voice Senior, waarvan hij in 2018 het eerste seizoen won. Hij werd hierbij gecoacht door Gordon en Gerard Joling.
Na zijn winst mocht hij een EP opnemen en optreden in de Ziggo Dome. In 2019 stond hij twee avonden in de Johan Cruijff ArenA tijdens de concerten van De Toppers.
Zijn eerste single kwam uit in 1970 onder de titel This is my lovesong / The winter of my life.
Silawanebessy is op 28 mei 2021 overleden na een kort ziekbed.